# Fresnoy-Folny
Fresnoy-Folny är en kommun i departementet Seine-Maritime i regionen Normandie i norra Frankrike. Kommunen ligger i kantonen Londinières som tillhör arrondissementet Dieppe. År 2022 hade Fresnoy-Folny 689 invånare.

## Befolkningsutveckling
Antalet invånare i kommunen Fresnoy-Folny
| Referens: INSEE |